# Wegscheid am Kamp
Wegscheid am Kamp ist eine Ortschaft und eine Katastralgemeinde der Gemeinde Pölla im Bezirk Zwettl in Niederösterreich. Die Ortschaft hat 70 Einwohner (Stand 1. Jänner 2024).

## Geschichte
Laut Adressbuch von Österreich waren im Jahr 1938 in Wegscheid ein Bäcker, ein Binder, ein Dachdecker, ein Gastwirt, ein Gemischtwarenhändler, drei Mühlen mit Sägewerk, ein Schmied, ein Schneider, zwei Schuster, zwei Tischler, ein Wagner und zahlreiche Landwirte ansässig. Weiters gab es das Hotel „Wegscheidhof“ und ein Elektrizitätswerk der Stadt Horn.

## Siedlungsentwicklung
Zum Jahreswechsel 1979/1980 befanden sich in der Katastralgemeinde Wegscheid insgesamt 55 Bauflächen mit 20.688 m² und 66 Gärten auf 45.607 m², 1989/1990 gab es 61 Bauflächen. 1999/2000 war die Zahl der Bauflächen auf 144 angewachsen und 2009/2010 bestanden 69 Gebäude auf 149 Bauflächen.

## Bodennutzung
Die Katastralgemeinde ist landwirtschaftlich geprägt. 154 Hektar wurden zum Jahreswechsel 1979/1980 landwirtschaftlich genutzt und 70 Hektar waren forstwirtschaftlich geführte Waldflächen. 1999/2000 wurde auf 138 Hektar Landwirtschaft betrieben und 89 Hektar waren als forstwirtschaftlich genutzte Flächen ausgewiesen. Ende 2018 waren 134 Hektar als landwirtschaftliche Flächen genutzt und Forstwirtschaft wurde auf 88 Hektar betrieben. Die durchschnittliche Bodenklimazahl von Wegscheid beträgt 24,7 (Stand 2010).